# Leptonetela sublunata
Espèce
Synonymes
- Qianleptoneta sublunata Chen, Jia & Wang, 2010

Leptonetela sublunata est une espèce d'araignées aranéomorphes de la famille des Leptonetidae.

## Distribution
Cette espèce est endémique du Guizhou en Chine,. Elle se rencontre dans le xian de Suiyang dans la grotte Manwang.

## Description
Le mâle holotype mesure 2,04 mm.
Le mâle décrit par Hu et Liu en 2023 mesure 2,22 mm et la femelle 2,37 mm.
Cette araignée possède des yeux réduits.

## Systématique et taxinomie
Cette espèce a été décrite sous le protonyme Qianleptoneta sublunata par Chen, Jia et Wang en 2010. Elle est placée dans le genre Leptonetela par Lin et Li en 2010. Elle est placée en synonymie avec Leptonetela reticulopecta par Wang et Li en 2011. Elle est relevée de synonymie par Hu et Liu en 2023.

## Publication originale
- Chen, Jia & Wang, 2010 : « A revision of the genus Qianleptoneta (Araneae: Leptonetidae). » Journal of Natural History, vol. 44, no 47/48, p. 2873-2915.